# Phyllonorycter libanotica
Phyllonorycter libanotica là một loài bướm đêm thuộc họ Gracillariidae. Loài này có ở Liban.
Ấu trùng có thể ăn Quercus species và probably mine the leaves of their host plant.